# 斉藤千佐子
斉藤 千佐子（さいとう ちさこ、1983年1月5日 - ）は、日本のファッションモデル、元レースクイーン。
山形県出身。フォリオマネジメント所属。 

## 略歴
- 2004年、SUZUKIモータースポーツイメージガール[1]。
- 2005年、ワコールイメージモデル。
- 三愛水着のイベントやオンワード樫山「ICB」のショーに出演。
- 花王「ブローネ」のPOPやイマージュのWEBでも活躍。
- 2007年、K-1WORLD GPラウンドガール。

## 人物
- 趣味はショッピング、料理、お茶。
- 特技はヨガ、エクササイズ。

## 出演

### テレビドラマ
- 金曜エンタテイメント「松本清張スペシャル・黒い樹海」（2005年、フジテレビ）

### イベント
- 東京モーターショー2003、東京オートサロン2004　SUZUKIブースコンパニオン[2]
- CEATEC JAPAN2008 東芝ブースコンパニオン